# مانجيين
مانجيين (بالفرنسية: Mangiennes) هي بلدية تقع في إقليم موز في منطقة غراند إيست شمال شرقي فرنسا. تتبع إداريًا دائرة فيردان وكانتون بنتي.

## الجغرافيا
تقع مانجيين في منطقة ريفية على هضبة معتدلة الارتفاع، حيث يتراوح ارتفاعها بين 199 و253 مترًا فوق مستوى سطح البحر، وتغطي مساحة تبلغ 18.32 كيلومترًا مربعًا.

## السكان
حسب بيانات المعهد الوطني للإحصاء والدراسات الاقتصادية (INSEE)، فإن عدد سكان بلدية مانجيين يشهد تغيرًا طفيفًا بمرور السنين. وتتميّز البلدة بكثافتها السكانية المنخفضة وطابعها الزراعي الريفي.

## المعالم
من أبرز معالم البلدة:
- كنيسة سان بيير (Saint-Pierre): وهي كنيسة تاريخية تُظهر الطراز المعماري التقليدي في المنطقة.

## الإدارة
العمدة الحالي للبلدية هو دانيال واي (Daniel Wai)، وقد تم انتخابه لفترة تمتد من 2020 حتى 2026، وفقًا للانتخابات المحلية الفرنسية.